# Cogetinski potok
Cógetinski potok (tudi Cogetinški potok) je desni pritok Ščavnice pri Grabonošu. Izvira v gozdu v plitvi dolini pri vasi Cogetinci v osrednjem delu Slovenskih goric in teče večinoma proti vzhodu po nekoliko širši dolini z mokrotnim dnom. Vanj se iz stranskih dolinic steka več krajših pritokov, malo pred izlivom se mu z desne strani pridruži nekoliko večji Grabonoški potok. V preteklosti je bilo dolinsko dno mokrotno in izrabljeno predvsem za travnike, zdaj poteka po zgornjem delu doline pomurska avtocesta; ob njeni gradnji so regulirali tudi precejšen del vodotoka. Potok je močno spremenjen tudi v spodnjem toku, saj so ga ob obsežnih melioracijskih delih v 60. letih dvajsetega stoletja speljali v izravnano umetno strugo. Čeprav ima potok večino časa le malo vode, je v preteklosti poganjal dva manjša mlina.